# Walter Ceulemans
Ne pas confondre avec Jan Ceulemans, un autre joueur de football ayant joué au Lierse et au FC Bruges, mais qui n'a aucun lien avec le joueur dont il est question dans cet article.
Walter Ceulemans, né le 31 juillet 1954 à Lint, est un footballeur belge, qui évoluait comme arrière latéral gauche. Formé au Lierse où il reste dix ans, il joue ensuite deux saisons au FC Bruges, puis termine sa carrière à un niveau inférieur.

## Carrière
Walter Ceulemans est un produit de l'école des jeunes du Lierse. Il intègre le noyau de l'équipe première en 1971, et joue 10 ans pour le même club. En 1981, il rejoint le FC Bruges. Après une bonne première saison, il est très peu utilisé lors de la seconde, et décide de quitter le club. Il termine ensuite sa carrière dans les divisions inférieures.

### Statistiques saison par saison
| Saison    | Club      | Pays  | Championnat | Championnat | Coupe  | Coupe | Europe | Europe | Total  | Total |
|           |           |       | Matchs      | Buts        | Matchs | Buts  | Matchs | Buts   | Matchs | Buts  |
| --------- | --------- | ----- | ----------- | ----------- | ------ | ----- | ------ | ------ | ------ | ----- |
| 1981-1982 | FC Bruges |       | 29          | 1           | 2      | 0     | 2      | 0      | 33     | 1     |
| 1982-1983 | FC Bruges |       | 1           | 0           | 2      | 0     | 0      | 0      | 6      | 0     |
| TOTAL     | TOTAL     | TOTAL | 30          | 1           | 4      | 0     | 2      | 0      | 36     | 1     |